# Control Program Facility
CPF (Control Program Facility; deutsch: Steuerprogramm) ist ein 1979 eingeführtes Betriebssystem der Minirechnerklasse für das IBM System/38. Es findet sich in erweiterter Form auch im OS/400 der späteren IBM AS/400-Rechner. CPF ist jedoch nicht vom SSP, dem Betriebssystem des IBM System/34 und System/36 abgeleitet.

## Aufbau
Bei dem Steuerprogramm CPF handelt es sich um ein objektbasiertes System, welches mittels der Befehle der integrierten Steuersprache CL genutzt werden kann. Sämtliche Betriebsmittel sind somit über 19 unterschiedliche Objekttypen als CPF-Objekte definiert. 
Für die anwendungsunabhängige Datenbeschreibung kommen DDS (Datendefinitionsspezifikationen) zum Einsatz.

### Bibliotheken
Verschiedene Bibliotheken werden bereits mit CPF geliefert:
- QGPL – Allgemeine Bibliothek
- QSYS – Systembibliothek
- QSPL – SPOOL-Bibliothek
- QTEMP – Temporäre Bibliothek
- QSRV – Wartungsbibliothek
- QRECOVERY – Wiederherstellungsbibliothek